# 東京ADC賞
東京ADC賞（「賞」在日語中為「獎」的意思）是由東京藝術總監俱樂部（Tokyo Art Directors Club）創立提供，以廣告和設計方面為主的獎項。現在已經成為受到國際設計和廣告業界矚目的大獎。

## 概要
每年的5月會進行作品審查會，會從海報、新聞、雜誌、電視等許多類別中，由所有的ADC會員選出年度優秀的廣告和設計作品。在7月會在日本東京的銀座舉行ADC賞的得獎和入選作品展覽。11月時會發行年鑑，每年的年底12月則會舉行頒獎典禮。

### 獎項
- ADC大獎（ADCグランプリ）- 1名
- ADC賞 - 10名
- ADC會員賞 - 3名

## 關於ADC
ADC是「Art Directors Club」的縮寫。ADC在1952年9月5日成立於日本東京。成立之初的目的是為了提升和確立藝術總監在社會上專業的職業能力。目前的會長為細谷巖先生，會員共有86名（2006年6月為止），主要為日本知名的設計師和藝術總監（例如：青木克憲、青葉益輝、秋山晶等）。

### 出版書籍
除了每年都會出版的ADC年鑑之外，ADC也會出版與藝術和設計相關的書籍。
- 1954年－「広告のデザイン」デザイン大系第2巻（廣告的設計，ダヴィット社）
- 1957年開始每年出版 -  『年鑑広告美術』（在1988年改名為「ADC年鑑」，美術出版社）
- 1962年－年鑑広告美術（10週年記念別冊）（美術出版社）
- 1967年－日本の広告美術ー明治・大正・昭和1〜3』（美術出版社）
- 1977年－日本のアートディレクション（日本的藝術總監，美術出版社）
- 1984年－30周年記念『アート・ディレクション・ツデイ』（講談社）
- 1989年－WHO’S WHO（美術出版社）
- 1993年－WHO’S WHO（美術出版社）
- 1997年－WHO’S WHO（美術出版社）
- 2002年－WHO’S WHO（美術出版社）
- 2003年－50周年記念「ADC大学」（宣伝会議）

## 外部連結
- ADC官方網站 （页面存档备份，存于）（日語）